# Carlo Monti
Carlo Monti (Milano, 24 marzo 1920 – Milano, 7 aprile 2016) è stato un velocista italiano.
Monti ottenne la medaglia di bronzo nei 100 m piani agli Europei di Oslo 1946 e con la staffetta 4×100 m ai Giochi olimpici di Londra 1948.

## Biografia
Velocista italiano, in carriera è stato vincitore di otto titoli nazionali assoluti a livello individuale (quattro sui 100 m piani ed altrettanti sui 200 m piani). Si aggiudicò il bronzo ai Campionati europei del 1946 nei 100 metri piani e due anni più tardi assieme a Michele Tito, Enrico Perucconi e Antonio Siddi centrò lo stesso metallo nella staffetta 4×100 m ai Giochi olimpici di Londra. In seguito fu giornalista e scrittore; nel 2009 uscì il suo libro Cento per Cento, sui cento anni della 100 km di marcia.

## Palmarès
| Anno | Manifestazione  | Sede   | Evento      | Risultato | Prestazione | Note |
| ---- | --------------- | ------ | ----------- | --------- | ----------- | ---- |
| 1946 | Europei         | Oslo   | 100 m piani | Bronzo    | 10"8        |      |
| 1948 | Giochi olimpici | Londra | 4×100 m     | Bronzo    | 41"5        |      |

## Campionati nazionali
- 4 volte campione nazionale assoluto dei 100 metri piani (1940, 1941, 1946, 1947)[3]
- 4 volte campione nazionale assoluto dei 200 metri piani (1941, 1942, 1946, 1949)[3]